# Piergiuseppe Scardigli
Piergiuseppe Scardigli (* 13. Oktober 1933 in Altopascio; † 27. Mai 2008 in Florenz) war ein italienischer germanistischer Mediävist und Linguist. 

## Lehre und Forschung
Scardigli wirkte zunächst an den Universitäten Rom und Chieti-Pescara und war anschließend bis zu seiner Emeritierung 1996 ordentlicher Professor für Germanische Philologie an der Universität Florenz. Er lehrte und forschte mit dem Schwerpunkt zu Themen der antiken und mittelalterlichen germanischen Sprachen, Literatur und Kultur. Ferner gründete er 1973 in Florenz den Gruppo di ricerca sulle isole linguistiche alemanne del versante italiano (G.R.I.L.A.V.I.), dessen Mitglieder mithilfe von Fragebogen die höchstalemannischen Mundarten der Walser in Nordwestitalien erforschten. 
Seine Frau ist die deutsche Althistorikerin Barbara Scardigli. 2005 stiftete das Ehepaar der Universität Frankfurt am Main den Barbara und Piergiuseppe Scardigli-Preis für die kleinen geisteswissenschaftlichen Fächer, der mit 3.000 € dotiert ist und im dreijährigen Turnus verliehen wird. Gefördert werden geisteswissenschaftliche Projekte, die sich mit den Kulturen Europas befassen.

## Werke
- Lingua e storia dei Goti. Sansoni, Florenz 1964.
  - Die Goten. Sprache und Kultur. Beck, München 1973.
- (mit de Teresa Gervasi:) Avviamento all’etimologia inglese e tedesca. Ddizionario comparativo dell’elemento germanico comune ad entrambe le lingue. Le Monnier, Florenz 1980.
- Goti e Longobardi. Studi di filologia germanica. Istituto Italiano di Studi Germanici, Rom 1987.
- Manuale di filologia germanica. Sansoni, Florenz 1989.
- Der Weg zur deutschen Sprache. Von der indogermanischen bis zur Merowingerzeit. Peter Lang, Frankfurt am Main 1994.